# Planeur Wright de 1901

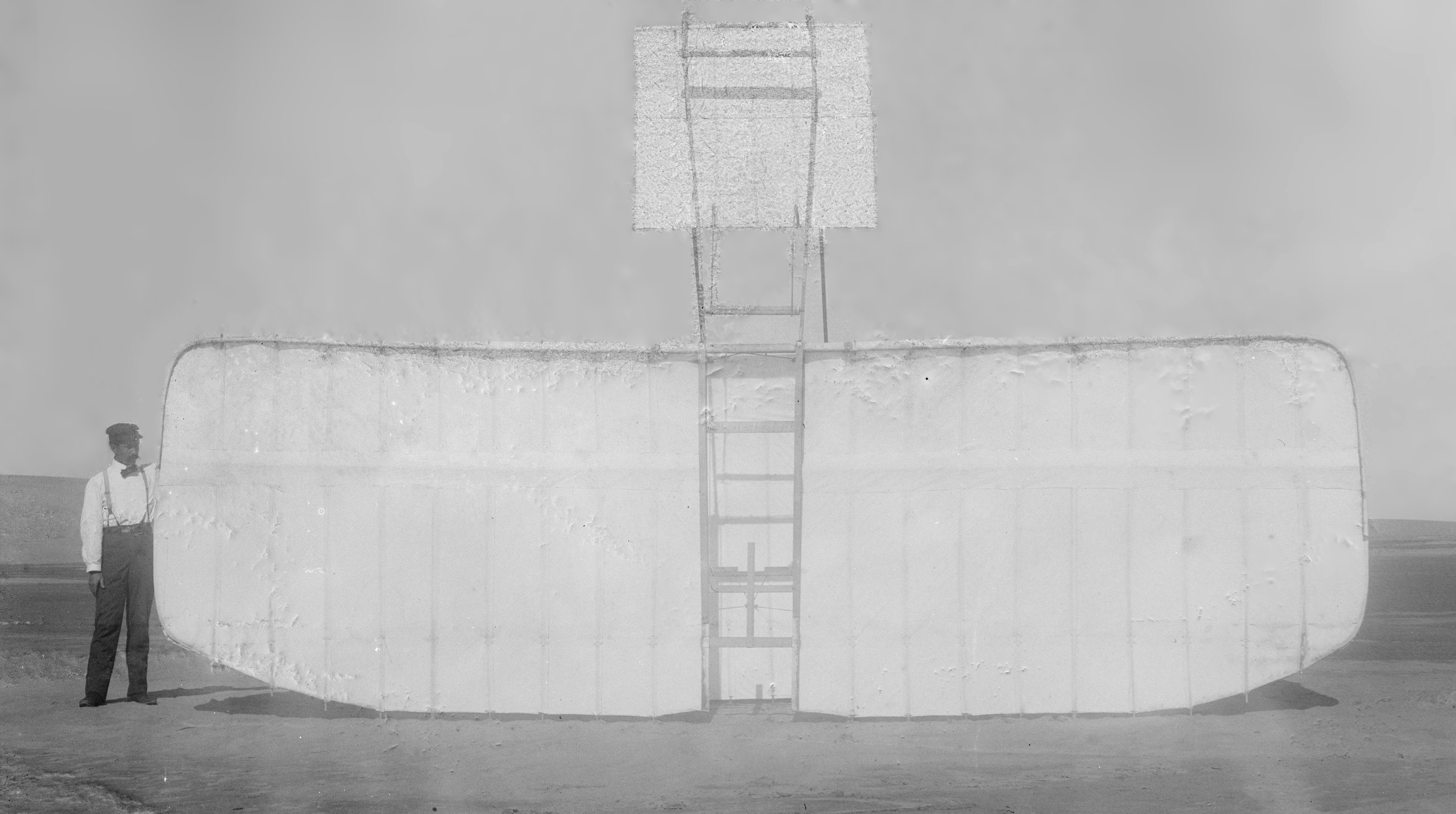
Orville avec le planeur de 1901, le nez en haut

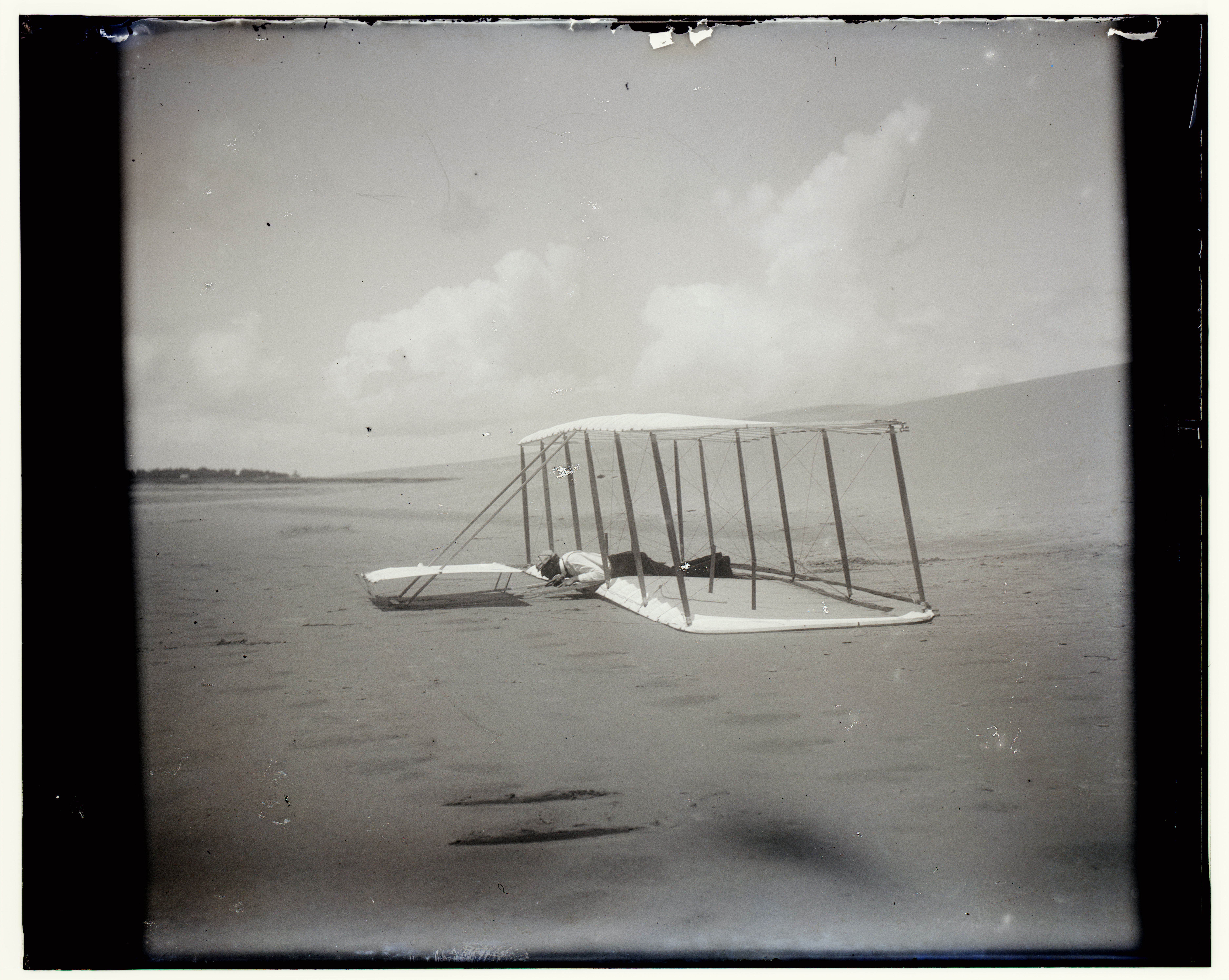
Wilbur juste après l'atterrissage

Le planeur Wright de 1901 était le second planeur des frères Wright. Ils procédèrent aux essais à Kill Devil Hills, à six kilomètres au sud de Kitty Hawk.

## Configuration
Ce planeur était dérivé du planeur biplan de l'année précédente, mais avec une envergure plus grande (22 pieds au lieu de 18). Il fut essayé en vol du 27 juillet au 17 août 1901, effectuant entre 50 et 100 vols libres en supplément des vols pilotés depuis le sol (comme un cerf-volant).
Les nervures de l'aile se déformaient sous le poids du pilote, modifiant le profil de l'aile. Les Wright corrigèrent le problème, mais la portance restait très inférieure à celle qu'ils attendaient.
Les premiers vols furent effectués en ligne droite, sans tenter de virage. Essayant de relever le nez de la machine pour augmenter la distance de plané, Wilbur subit des pertes de portance. Ces décrochages sont constatés mais non expliqués par les frères Wright .
   
Le vrillage de l'aile utilisé pour contrôler le roulis avait tendance à faire dévier le planeur de sa direction initiale; au cours des derniers vols de 1901, quand Wilbur utilisait le vrillage de l'aile pour effectuer un début de virage, le planeur (démuni de dérive arrière) avait tendance à tourner à l'opposé du sens de virage désiré : ce fut la découverte du lacet inverse.
Les essais terminés, le planeur fut rangé dans leur abri mais fortement endommagé par une tempête pendant l'hiver.
Au vu des résultats de portance et de traînée qu'ils avaient pu mesurer avec le planeur utilisé comme un cerf-volant, ils conclurent que les données de portance fournies par Otto Lilienthal, sur lesquelles ils s'étaient fondés, n'étaient pas bonnes. De retour à Dayton, ils conçurent et fabriquèrent en septembre une petite soufflerie pour établir leurs propres données aérodynamiques. Les données collectées pendant l'hiver leur servirent à établir les plans de leur planeur suivant, utilisé en 1902.

## Sources
- Orville Wright, How We Invented the Airplane,page 15 à 17
- Icare no 147, « Les frères Wright », pages 27 à 41
- What the Wright Brothers Did an Did Not Understand About Flight Mechanics - in Modern Terms, Fred Culick, AIAA-2001-3385